# Sprawiedliwość owiec
Sprawiedliwość owiec (niem. Glennkill. Ein Schafskrimi) – filozoficzna powieść kryminalna niemieckiej autorki o pseudonimie artystycznym Leonie Swann, wydana w 2005 roku. W Polsce ukazała się po raz pierwszy nakładem Wydawnictwa Amber w 2006 roku. Jest to pierwsza książka z cyklu o tej samej nazwie, zawierającego dwie książki: Sprawiedliwość owiec oraz Triumf Owiec. Jej fabułę stanowią losy stada owiec, które postanawiają rozwikłać zagadkę morderstwa swojego pasterza.

## Tło i konstrukcja
Akcja rozgrywa się w idyllicznej scenerii lata w Irlandii. Większość wydarzeń ma miejsce na pastwisku George'a Glenna, położonym nad brzegiem morza oraz w małym miasteczku o nazwie Glennkill, w pubie Szalony Dzik. Cała historia przedstawiona jest z punktu widzenia owiec, a wszystkie wydarzenia są opisane tak, jak postrzegają je owce; trzecioosobowa narracja ukazuje ich myśli i rozmowy oraz tylko te wypowiedzi ludzi, które usłyszały. Czytelnik na podstawie tych informacji może wyciągać wnioski co do innych, niewyjawionych wprost elementów akcji.

## Postacie
Głównymi bohaterami książki są owce, spośród których każda ma unikalną osobowość. W skład stada wchodzą (według opisu zamieszczonego w książce):
- Matylda – ma bardzo dobry węch i jest z tego dumna.
- Sir Ritchfield – przewodnik stada, niemłody już i niedosłyszący; szwankuje mu pamięć, lecz wzrok wciąż ma dobry.
- Panna Maple – najmądrzejsza owca w stadzie, może nawet najmądrzejsza owca w całym Glennkill, a całkiem możliwe, że najmądrzejsza owca na całym świecie. Nigdy się nie poddaje, ma dociekliwy umysł, i jest odpowiedzialna, choć nie zawsze.
- Wrzosowata – młoda, energiczna owca, która czasem najpierw mówi, a dopiero potem myśli.
- Chmurka – najbardziej wełnista owca w stadzie.
- Biały Wieloryb – chodząca pamięć stada: nigdy nie zapomina tego, co zobaczy. Bardzo wytrwały, wiecznie głodny merynos o spiralnych rogach.
- Otello – jest czarny, pochodzi z Hebrydów, ma cztery rogi i tajemniczą przeszłość.
- Zora – czarnogłówka, która nie ma lęku wysokości, jedyna owieczka z rogami w stadzie George'a Glenna.
- Ramzes – młody baran, który ma jeszcze krótkie rogi.
- Bystra – najszybsza owca w stadzie, pragmatyczna myślicielka.
- Sara – owcza matka.
- Jagnię – które widziało coś dziwnego.
- Melmoth Wędrowiec – bliźniaczy brat Sir Ritchfielda, legendarny baran, który zniknął.
- Cordelia – lubi niezwykłe słowa.
- Maisie – młoda, naiwna owca.
- Zimowe Jagnię – trudne jagnię, wieczny mąciciel.
- Willow – druga najcichsza owca w stadzie; ale nikomu to nie przeszkadza.
- Baran Gabriela – bardzo dziwny baran.
- Fosco – słusznie uważa, że jest mądry.

Główne postaci ludzkie to:
- George Glenn – pasterz stada, miał żonę Kate, kochankę Lilly oraz córkę Rebekę. Był handlarzem narkotyków. Borykał się z problemami psychicznymi, przez co popełnił samobójstwo.
- Abraham Rackham – rzeźnik, człowiek, którego owce bardzo się boją, jeden z niewielu przyjaciół George'a, zakochany w jego żonie.
- Kate – żona George'a.
- Beth Jameson – zagorzała chrześcijanka, powróciła z misji w Afryce. Po samobójstwie George'a przebiła jego ciało szpadlem.
- Gabriel – pasterz innego stada, często pojawiający się na pastwisku George'a.
- Ojciec William – nazywany przez owce "Bogiem".
- Inspektor Holmes – detektyw, któremu jednak nie udaje się rozwiązać zagadki morderstwa George'a.
- Josh Baxter – właściciel pubu Szalony Dzik.
- Tom O'Malley – alkoholik, znalazł martwego George'a.
- Rebeka – córka George'a. Otrzymuje owce w spadku po ojcu.

Występuje również:
- Tess – pies pasterski George'a.

## Fabuła
Książka zaczyna się w momencie, gdy stado owiec znajduje ciało swojego pasterza, przebite szpadlem i postanawia odkryć, kto go zabił. Pomaga im Melmoth, legendarny baran, który powrócił po długiej nieobecności. Po kolei udaje im się odkryć fakty związane z morderstwem i choć większość z nich interpretują błędnie, dzięki ich wysiłkom Beth wyjawia, że przyczyną śmierci George'a było samobójstwo, a ona przebiła go szpadlem, aby ten fakt zamaskować i upozorować zbrodnię. Okazuje się, że George handlował marihuaną i używał owiec do przenoszenia porcji narkotyku przywiązując go do ich brzuchów. Owce po George'u dziedziczy jego córka, Rebeka, która zobowiązuje się wypełnić wolę ojca, zabierając stado w podróż do Europy.

## Charakterystyka psychologiczna owiec
Są one przedstawione w sposób antropomorficzny, z jedną cechą szczególną: ich sposób myślenia jest zbliżony do dziecięcego – naiwny i prosty. Nie rozumieją one wielu aspektów życia ludzi; ich wiedza pochodzi głównie z książek, które George zwykł im czytywać (w większości były to romanse).  Nadrabiają te braki tworząc własne teorie dotyczące przeróżnych zjawisk i przedmiotów, które to teorie są mieszanką prostego rozumowania (często opartego na podobieństwie brzmienia słów lub na skojarzeniach) oraz wyobraźni. Nie potrafią komunikować się z ludźmi, aczkolwiek ich rozumieją.